# Steinebach (Dornbirn)

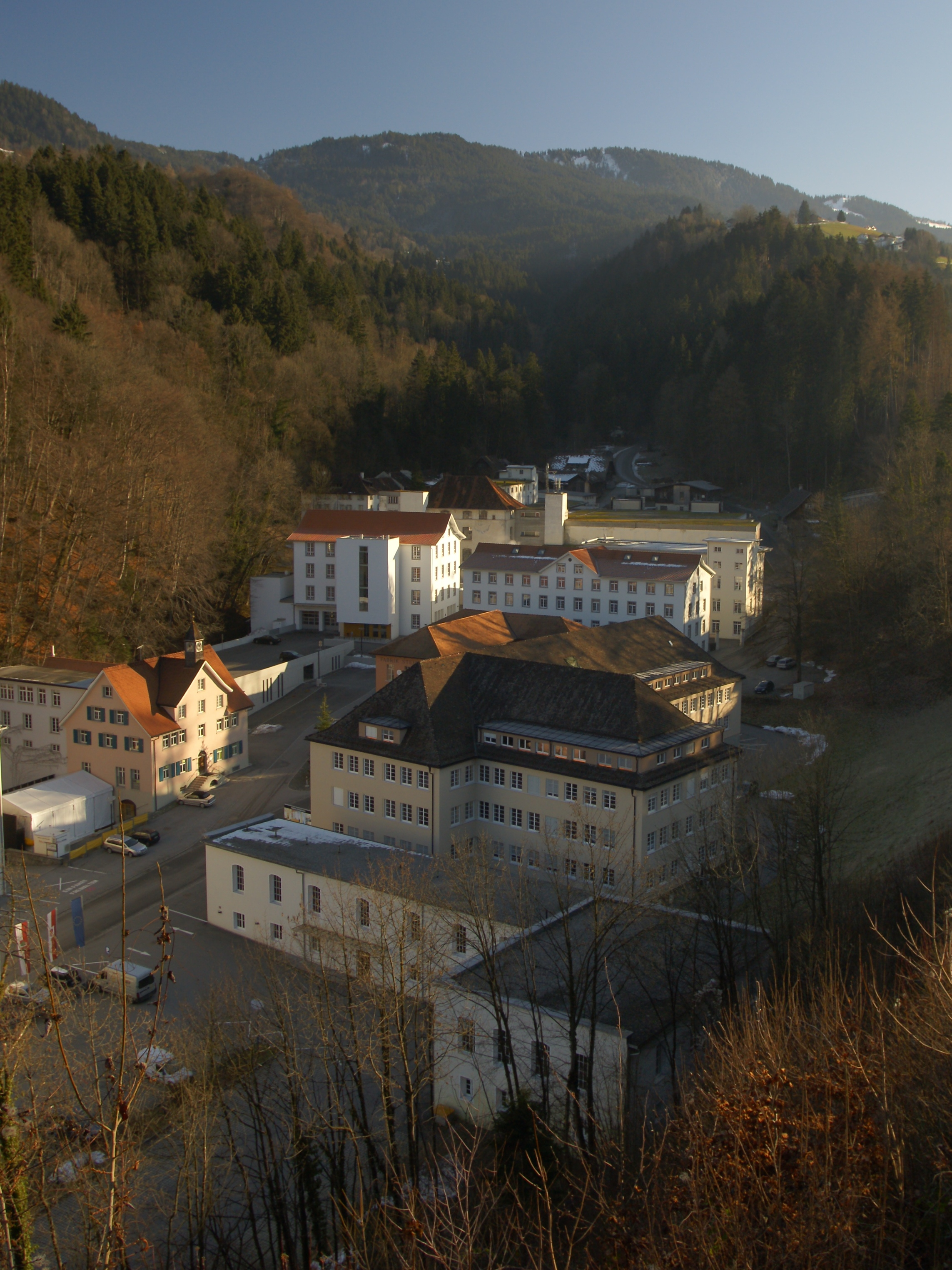
Hämmerle-Fabrik im Winter 2008 von Böngern aus gesehen.

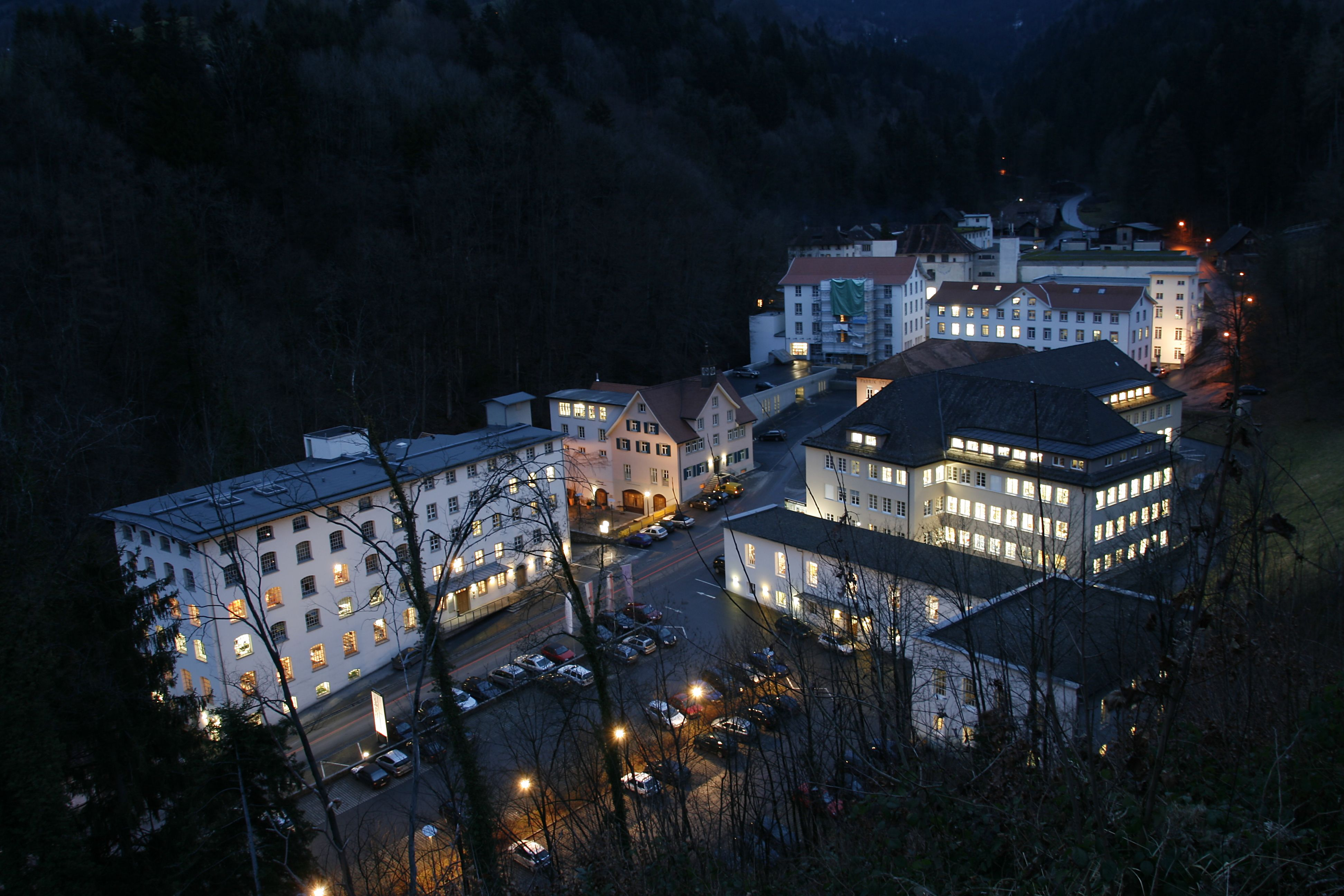
Hämmerle-Fabrik bei Nacht von Böngern aus gesehen.

Steinebach ist ein etwa 3,5 km langes in Ost-West-Richtung verlaufendes Kerbtal im Bezirk Oberdorf in Dornbirn, Vorarlberg, Österreich, welches vom gleichnamigen Steinebach durchflossen wird und ein Nebental zur Dornbirner Ache darstellt und auch die Bezeichnung eines Ortsteils der Stadt Dornbirn ist (im unteren Bereich des Tales).
Das Tal entstand durch Einkerbung in der letzten großen Kaltzeit (Würm-Kaltzeit bzw. Weichsel-Kaltzeit) durch Gletschervorstoß und die Gletscherbewegungen. Lediglich im unteren Bereich des Tales findet sich eine ausreichend große Verbreiterung, wodurch die wirtschaftliche Nutzung ermöglicht wurde (ab ehemaliger Hämmerle Textil-Fabrik).
Das Tal beginnt unscheinbar in Höhe etwa der Bachquelle des Steinebachs am Westfuß des Lank nahe der Grenze zur Gemeinde Schwarzenberg im Flurstück „Zweiergrueb“ in einer Höhe von etwa 1185 m ü. A. Das Tal endet bei der heutigen Landesstraße L48 (Beginn der Bödelestraße) in einer Höhe von etwa 485 m ü. A. Unterhalb der L48 beginnt der Geschiebekegel des Steinebachs, der sich mit dem der Dornbirner Ache vereinigt und auf dem heute ein Großteil der Innenstadt Dornbirns steht.

## Geschichte
Wann die genaue Besiedelung bzw. Nutzung des Tales begann ist heute nicht mehr bekannt. Der Name wird für dieses Tal bereits 1347 genannt, da das Kloster Mehrerau ein Rebgut im oder beim Steinebachtal besaß. Seinen Höhepunkt erreichte der Dornbirner Weinbau im 15. Jahrhundert. In guten Jahren belief sich der Ertrag auf 4.200 Hektoliter.
Die Nutzung der Wasserkraft war auch in Dornbirn für die Industrialisierung ein wichtiger Standortfaktor, da die Wasserkraft weitaus günstiger verwendet werden konnte, als z. B. Dampfmaschinen. 1585 standen nach einem landesfürstlichen Rechnungsbuch in Dornbirn folgende Mühlen in Verwendung: die Mühle, genannt die Segen (die Sägemühle, nach der die Siedlung Sägen benannt ist), die Mühlen in der Kehlen und in Adelsgehr, die Schnellenmüli am Stiglbach (Haselstauderbach), die untere Mühle am Stiglbach, die Mühlen in Völckistobel, im Ried (die alte Riedmühle), an der Dornbirnerach, die untere und die obere Mühle am Steinebach, die Mühle im Schnellen, eine Säge in der Achmühle, eine Schleifmühle und Wasserhammer ohne Ortsangabe sowie eine Schleifmühle am Gießen, einem Vorgänger des Müllerbachs.
Am 11. November 1658 gab die Gemeindevertretung von Dornbirn dem Georg Diem, Martins Sohn, eine Hofstatt im Oberdorf, Steinebach 1 ob der Zollerin (Sebastianstraße 24) bei Caspar Lins (Zanzenberggasse 12) am Steinebach gegen Zins und festgelegte Bedingungen, dass Diem nicht über die Linie der Dachtraufen von Haus und Stadel baue, denen jenseits des Baches zur Erhaltung der Schwellen und Gezimmern ein Streichwuhr herstelle, und die Nachbarn überhaupt weder mit Bauen noch mit Wuhren irgendwie beschwere, ferner die Hofstatt weder versetze noch verkaufe, und der Gemeinde einen jährlichen Martinizins von 1 Pfund Pfennig entrichte.
In den Ratsprotokollen des 18. Jahrhunderts der Gemeinde Dornbirn ist immer wieder von Zerstörungen an Gebäuden und Überflutungen durch das Wasser des Steinebachs zu lesen.
Um 1845 wird eine Schnellbleiche am Steinebach genehmigt. 1846 ließ Franz Martin Hämmerle (F. M. Hämmerle, 1836 gegründet) im unteren Teil des Tals einen 13 Achsen langen, vier Fenster breiten und fünfeinhalb Geschoße hohen Bau errichten – die Färberei Steinebach (Garn- und Stückfärberei). Im sogenannten „Glöckelehaus“ von 1826 befand sich ehemals eine Nadelfabrik, später wurden dort die Büros der Fa. Hämmerle untergebracht (heute ein Gasthaus). 1853 erwirbt Franz Martin Hämmerle im Steinebach weiteres Grundeigentum. In der 2. Hälfte des 19. Jahrhunderts wurden neue Bauwerke errichtet: eine Färberei, Bleicherei und auch Trockentürme, die heute nicht mehr erhalten sind. Diese Industriebauten dominieren bis heute den unteren Teil des Tales.
1856 wurde für den Industriebetrieb im Tal ein eigenes Gebäude für die Gasproduktion für Beleuchtung und für die Heizung errichtet (Eigenproduktion aus Kohle mittels Kohle-Entgasungsöfen).

## Biotop Steinebach
Auf dem nordöstlich exponierten Hang des Zanzenbergs gegen das Tal des Steinebach sind vor allem Braunerde-Buchenwälder und ein Waldgeißbart-Ahornwald-Eschenwald ausgebildet. Diese wurden im Zuge von Sicherungsmaßnahmen vor wenigen Jahren sehr massiv abgeholzt. In den etwas luftfeuchteren Bereichen gegen den Steinebach dominieren neben den Stieleichen und Hainbuchen vor allem Eschen und Ulmen. In der Krautschicht befinden sich oft dichte Bärlauch-Teppiche.
Beim Industriekomplex Steinebach auf dem südexponierten Unterhang oberhalb der Gebäude befindet sich ein gehölzartenreicher Laubmischwald. Der Wald wird von Eschen dominiert, mit unterschiedlichen Anteilen an Hainbuchen, beigemischten Eschen, Bergahorn und Bergulmen, teilweise auch Fichten und Tannen. Der Zustand der Eschen ist teilweise sehr schlecht mit abgestorbenen Kronenbereichen (siehe: Eschensterben). Die Strauchschicht wechselt in der Dichte. Stellenweise verjüngt sich die Hainbuche sehr gut. Kleine Teilbereiche des Waldes sind sehr licht und weisen in der Krautschicht dichte Grasfluren aus Reitgras auf. In feuchteren Hangmulden bildet Schilf kleine Flecken. Nach Osten begrenzt eine Aufforstung mit Fichte (4 m hoch) das Biotop.

## Industriekomplex
Die Wasserkraft des Steinebachs wurde bereits früh von mehreren Mühlen („Rochusse Mühle“, „Juniores Mühle“) genutzt.
Auch die von Franz Martin Hämmerle errichteten Textilbetriebe im Steinebach auf etwa 30.000 m² wurden hier wegen der vorhandenen Wasserkraft situiert. Die erste Turbine (Girard-Turbine), welche die bisherigen Wasserräder ablöste, wurde im Steinebach 1857/1858 eingesetzt, um den Wirkungsgrad der Wassernutzung zu verbessern. Die Wasserkraft wird bis heute in einem Kraftwerk im Steinebach in elektrische Energie umgewandelt (Steinebach HNr. 11). Steinebach war einer der wichtigsten Produktionsstandorte der Fa. F.M. Hämmerle.
Das Betriebsareal der Fabrikgebäude der Fa. F.M. Hämmerle im Ausmaß von etwa 15.000 m² wird heute als Gewerbepark „Fabrik Steinebach“ für Büro und Dienstleistungsflächen genutzt. Es befinden sich etwas über 60 Unternehmen aus den verschiedensten Branchen im Gewerbepark Fabrik Steinebach. Betrieben wird die Verwaltung des Areals von der F.M. Hämmerle Holding AG. Der ehemalige Industriekomplex vermittelt immer noch den Eindruck eines in sich geschlossenen kleinen „Dorfes“.
Im oberen Bereich des Industriegebäudekomplexes befinden sich Arbeiterwohnhäuser, die im Volksmund als „(Klein-)Bosnien“ bezeichnet werden. Der Ursprung dieser Bezeichnung soll im Zusammenhang mit der 1878 anlässlich des „Berliner Kongresses“ von Österreich-Ungarn erfolgten Erwerbung des bis dahin osmanischen Gebietes von Bosnien-Herzegowina (durch Okkupation) liegen. Truppen Österreich-Ungarns haben mit dem Okkupationsfeldzug in Bosnien ernsthaften militärischen Widerstand der zuvor dominierenden moslemischen Mittelschicht, teilweise auch von der serbisch-orthodoxen Bevölkerung, mit Gewalt gebrochen. Kriegsheimkehrer sollen von ihrem Einsatz in dem für sie damals am „Ende der Welt“ gelegenen, unwirtlichen Land erzählt haben und der abseits gelegenen Kleinsiedlung spöttisch den Namen „Bosnien“ gegeben haben.

## Verkehr
Am Eingang des Tales vorbei führt seit Alters her die alte Landstraße von Haselstauden nach Hohenems (über Haslach, Mühlebach, Achmühle, Oberdorf, Steinebach und Kehlen – Römerstraße)
Durch den unteren Teil des Tals am Industriekomplex der Fa. Hämmerle vorbei führt die Straße am Fuße des Zanzenberges bis hinauf zum „Kehlegger Rank“ und von dort nach Kehlegg. Die Straße auf der anderen Seite des unteren Talbereiches hingegen war schon 1879 unter dem Namen „Müllerstraße“ bekannt.
Zwischen den beiden Straßen liegt ein kleines, inzwischen dicht besiedeltes, Wohn- und Gewerbegebiet am Ausgang des Tales, teilweise gebildet aus ehemaligen Wohnhäusern von Mitarbeitern der Fa. Hämmerle.

## Bekannte Personen in Verbindung mit dem Tal bzw. Ortsteil
- Ulrich Fabri (1494–1544), Humanist, Dichter, Autor und Arzt,
- Franz Martin Hämmerle (1815–1878), österreichischer Textilunternehmer
- Leo Sebastian Humer (1896–1965), Maler,
- Josef Andreas Rüf (1882–1934), Bürgermeister in Dornbirn